# امپراتوری‌های گلن دراور: عصر اکتشاف
امپراتوری‌های گلن دراور: عصر اکتشاف (به انگلیسی: Glenn Drover's Empires: The Age of Discovery) نام یک بازی تخته‌ای است که توسط Glenn Drover ابداع شد. این بازی تخته‌ای ۵ نفره، اقتباسی از بازی رایانه‌ای عصر فرمانروایان ۳ می‌باشد. این بازی تخته‌ای در سال ۲۰۰۷، توسط Eagle Games و Tropical Games توسعه یافت.